# St. Dragon Girl
St. Dragon Girl (japanisch 聖♥ドラゴンガール, Seinto Doragon Gāru) ist ein Manga von Natsumi Matsumoto, der sich in die Genres Shōjo, Magical Girl, Romantik, Komödie und Action einordnen lässt. Die von 1999 bis 2003 erschienene Serie erhielf von 2003 bis 2006 eine Fortsetzung unter dem Titel St. ♥ Dragon Girl Miracle.

## Handlung
St. Dragon Girl erzählt von der 16-jährigen Momoka, die eine Meisterin im Kampfsport ist, und ihrem chinesischen Sandkastenfreund Ryuga, der einer Familie von Magiern entstammt. Eigentlich sind sie ineinander verliebt, aber sie sind viel zu beschäftigt, Ordnung in ihrem Umfeld zu schaffen, in dem immer wieder Schlangenkönige, Hypnotiseure und Monsterkatzen auftauchen, als dass sie dazu kommen würden, sich ehrlich ihre Gefühle zu gestehen. Den zahlreichen Feinden können sie mit vereinten Kräften besonders gut das Handwerk legen, seitdem der Geist eines Drachen – der Schutzgeist von Ryugas Familie – in Momoka gefahren ist.

## Charaktere

### Hauptcharaktere
- Momoka Sendo ist die Hauptperson dieser Serie, die auch „Dragon Girl“ genannt wird. Sie ist 16 Jahre alt und stammt aus einer Familie von Kampfkünstlern und ist dementsprechend gut auf diesem Gebiet. Zusammen mit Ryuga, ihrem Freund aus Kindertagen, ist sie in Yokohama aufgewachsen. Sie liebt Pandas über alles und sammelt sie. Ihr Lieblingskuscheltier, Ronron, ist ein Geschenk von Ryuga, in den sie auch verliebt ist. Der Drache, der von Ryuga herbeigerufen wurde, ist in sie gefahren. Sobald er das Siegel löst, werden die Kräfte des Drachen freigesetzt. Sie ist sehr direkt, offen, sympathisch, mitfühlend und greift immer ein, wenn jemand Probleme hat.
- Ryuga Ko stammt aus einer alten chinesischen Familie von Magier-Meistern, deren Schutzgott ein Drache ist, weshalb er sehr gut mit Magie umgehen kann. Zu seinen Fähigkeiten gehören Weissagungen und das Anwenden von Magie. Momoka und er kennen sich schon sehr lange. Er ärgert sie sehr oft, hilft ihr aber immer aus brenzligen Situationen heraus. Auch wenn er klug und freundlich ist, ist er sehr von sich überzeugt.
- Shunran Ko ist Ryugas halb chinesische Cousine und Momokas beste Freundin. Auch sie kann Kampfkunst anwenden. Weil sie intuitiv sehr begabt ist, lebt sie bei der Familie Ko in Yokohama. Da sie sehr leicht von Geistern besessen werden kann, passen Momoka und Ryuga sehr gut auf sie auf. Sie ist ängstlich, aber auch überaus freundlich.
- Koryu Ko ist ein Cousin von Ryuga. der aus Hongkong stammt und der älteste Sohn der Hauptlinie der Familie Ko. Er ist ein sehr guter Meister der Magie und hat schon mit zehn Jahren einen Drachen heraufbeschworen. Da er immer bekommt, was er will, ist ihm jedes Mittel recht, auch Gewalt. Deshalb versucht er auch durch unlautere Mittel, Momoka und ihren Drachen für sich zu gewinnen.
- Raika Ko verhält sie sich teilweise wie ein Junge, auch wenn sie ein Mädchen ist. Obwohl sie keinen eigenen Drachen hat, kann sie einen Donnerdrachen heraufbeschwören. Weil sich Elektrizität aus ihrem Körper entlädt, sobald sie aufgeregt ist, konnte sie lange Zeit nicht zur Schule gehen. Dennoch ist sie sehr intelligent und vielseitig. Von daher ist sie sehr gut im Klavierspielen, der Kampfkunst, der Kalligraphie und der Zubereitung von Sushi. Allerdings übernimmt sie nicht gerne die Verantwortung für etwas.
- Ageha Inui ist in Yokohama aufgewachsen. Da ihre Eltern, wie auch Momokas, ein Kampfkunst-Dojo leiten, ist sie ebenfalls gut auf diesem Gebiet. Sie ist eine gute Freundin von Momoka und eine Rivalin im Bezug auf den Kampf. Auch, wenn sie es hasst, zu verlieren, ist sie nicht nachtragend. Da sie sehr zielstrebig ist, ergreift sie häufig die Initiative.
- Seiryū ist der etwa 3000 Jahre alte Drache, der in Momoka gefahren ist. In seiner menschlichen Gestalt hat er einen sehr ungestümen Charakter, auch wenn er bei seinem ersten Auftritt durch den Liebestrank berauscht zunächst sehr wohl erzogen zu sein scheint.

### Nebencharaktere
- Das Familienoberhaupt ist Ryugas Onkel, der für ihn die Vaterrolle übernommen hat und stammt aus China. Es ist seine Aufgabe, die Familie Ko in Yokohama zu repräsentieren.
- Akira Mikado beherrscht Kampfkunst und gehört einer Familie von Yin-Yang-Meistern an, weshalb sie auch Magie anwenden kann. Ihr Schutzgott wird „göttlicher Katzengeneral“ genannt. Auch, wenn sie ein Jahr jünger ist, ist sie in Ryuga verliebt.
- Toya Shirai stammt aus dem Clan der Schwarzdrachen-Sekte, weshalb der Schwarze Drache von ihm Besitz ergreifen soll. Um seine Feinde zu verwirren, kann er sich in die weibliche Gennyo Yuten verwandeln, dennoch ist er schwächer als Ryuga. Er ist in die ein Jahr ältere Momoka verliebt.
- RonRon ist Momokas Lieblingspanda. Als sie klein war, hat Ryuga ihn ihr geschenkt. Als er einmal in den Fluss fiel, wurde er von Ryuga gerettet. Seitdem stellt er immer mal wieder Unfug mit RonRon an, was Momoka immer wieder stinksauer macht.

## Veröffentlichungen
St. Dragon Girl erschien von Oktober 1999 bis März 2003 im Verlag Shūeisha. Die ersten Kapitel wurden bis 2001 im Magazin Ribon Original veröffentlicht, die späteren im Magazin Ribon. Von Februar 2000 bis April 2001 erschien der Manga in beiden Magazinen. Die Einzelkapitel erschienen später auch in insgesamt acht Tankōbon. In Deutschland ist die Reihe von September 2006 bis März 2007 vollständig bei Tokyopop erschienen, übersetzt von Dagmar Seidel. Eine englische Fassung erschien bei Viz Media in den USA und eine chinesische bei Sharp Point Press.
Die Fortsetzung Saint Dragon Girl Miracle (聖 ♡ ドラゴンガール みらくる) erschien ab Juni 2003 im Magazin Ribon. Die Reihe wurde auch in fünf Sammelbände zusammengefasst. Von März bis November 2008 sind alle Bände auf Deutsch bei Tokyopop erschienen, ebenfalls in Übersetzung von Dagmar Seidel. Sharp Point Press brachte die Fortsetzung auf Chinesisch heraus.

## Rezeption
Laut Christiane Korinth von Splashcomics bietet der Manga eine interessante Mischung von Fantasy, Kampfsport, Comedy und Romantik sowie liebenswerte Charaktere. Die chinesischen Einflüsse in der Kleidung und die zahlreichen Geister und Drachen gäben dem Manga einen Hauch von Mystik. Dabei würde sich das Handlungsmuster jedoch oft wiederholen. Später flache die Handlung teilweise ab, jedoch gebe es auch wieder Höhepunkte.